# صومعه مریم مقدس (بیست)
صومعه مریم مقدس (بیست) (ارمنی: Սուրբ Աստվածածին վանք (Բիստ)؛ ) یک صومعه متعلق به کلیسای حواری ارمنی واقع در شهر بیست،  جمهوری خودمختار نخجوان جمهوری آذربایجان می‌باشد. ساخت و ساز این ساختمان در سده‌های ۱۲-۱۳ام میلادی؛ به پایان رسید. این بنا به سبک معماری ارمنی طراحی شده‌است.